# Scouleria aquatica
Scouleria aquatica là một loài Rêu trong họ Grimmiaceae. Loài này được Hook. mô tả khoa học đầu tiên năm 1828.